# Monceau-Saint-Waast
Monceau-Saint-Waast és un municipi francès, situat a la regió dels Alts de França, al departament del Nord. L'any 2006 tenia 499 habitants. Es troba a 93 km de Lilla, a 107 km de Brussel·les, a 126 km de Reims (Marne), a 44 km de Valenciennes, a 43 km de Mons, a 62 km de Charleroi, a 26 km de Fourmies, a 18 km de Maubeuge i a 10 km d'Avesnes-sur-Helpe.

## Demografia
| 1962                                       | 1968 | 1975 | 1982 | 1990 | 1999 |
| ------------------------------------------ | ---- | ---- | ---- | ---- | ---- |
| 539                                        | 567  | 664  | 540  | 576  | 500  |
| Des de 1962: població sense dobles comptes |      |      |      |      |      |

## Administració
| Període | Identitat       | Partit |
| ------- | --------------- | ------ |
| 2001-   | Pascal Thurette |        |